# 6 Ore di Imola 2025
La 6 Ore di Imola 2025 è stata la ventesima edizione della corsa di durata sull'Autodromo Enzo e Dino Ferrari a Imola, la seconda valevole per il Campionato del mondo endurance. La gara è stata vinta da Antonio Giovinazzi, Alessandro Pier Guidi e James Calado sulla Ferrari 499P. La manifestazione ha accolto oltre 65.000 spettatori nell'arco dei tre giorni.

## Programma
| Data               | Ora locale (Italia) | Evento         |
| ------------------ | ------------------- | -------------- |
| Venerdì 18 aprile  | 11:15-12:15         | Prove libere 1 |
| Venerdì 18 aprile  | 16:00-17:00         | Prove libere 2 |
| Sabato 19 aprile   | 10:40-11:40         | Prove libere 3 |
| Sabato 19 aprile   | 14:30-16:00         | Qualifiche     |
| Domenica 20 aprile | 13:00-19:00         | Gara           |
| Note:              |                     |                |

## Elenco iscritti
Lista dei partecipanti:

### Classe Hypercar
| No. | Squadra                   | Auto                  | Pneumatici | Pilota 1              | Pilota 2            | Pilota 3        |
| --- | ------------------------- | --------------------- | ---------- | --------------------- | ------------------- | --------------- |
| 007 | Aston Martin THOR Team    | Aston Martin Valkyrie | M          | Harry Tincknell       | Tom Gamble          |                 |
| 009 | Aston Martin THOR Team    | Aston Martin Valkyrie | M          | Marco Sørensen        | Alex Riberas        |                 |
| 5   | Porsche Penske Motorsport | Porsche 963           | M          | Michael Christensen   | Julien Andlauer     | Mathieu Jaminet |
| 6   | Porsche Penske Motorsport | Porsche 963           | M          | Matt Campbell         | Laurens Vanthoor    | Kévin Estre     |
| 7   | Toyota Gazoo Racing       | Toyota GR010 Hybrid   | M          | Mike Conway           | Kamui Kobayashi     | Nyck de Vries   |
| 8   | Toyota Gazoo Racing       | Toyota GR010 Hybrid   | M          | Sébastien Buemi       | Brendon Hartley     | Ryō Hirakawa    |
| 12  | Cadillac Hertz Team Jota  | Cadillac V-Series.R   | M          | Norman Nato           | Will Stevens        | Alex Lynn       |
| 15  | BMW M Team WRT            | BMW M Hybrid V8       | M          | Dries Vanthoor        | Raffaele Marciello  | Kevin Magnussen |
| 20  | BMW M Team WRT            | BMW M Hybrid V8       | M          | Sheldon van der Linde | Robin Frijns        | René Rast       |
| 35  | Alpine Endurance Team     | Alpine A424           | M          | Paul-Loup Chatin      | Ferdinand Habsburg  | Jules Gounon    |
| 36  | Alpine Endurance Team     | Alpine A424           | M          | Charles Milesi        | Frédéric Makowiecki | Mick Schumacher |
| 38  | Cadillac Hertz Team Jota  | Cadillac V-Series.R   | M          | Earl Bamber           | Sébastien Bourdais  | Jenson Button   |
| 50  | Ferrari AF Corse          | Ferrari 499P          | M          | Antonio Fuoco         | Nicklas Nielsen     | Miguel Molina   |
| 51  | Ferrari AF Corse          | Ferrari 499P          | M          | Alessandro Pier Guidi | Antonio Giovinazzi  | James Calado    |
| 83  | AF Corse                  | Ferrari 499P          | M          | Robert Kubica         | Ye Yifei            | Philip Hanson   |
| 93  | Peugeot TotalEnergies     | Peugeot 9X8           | M          | Mikkel Jensen         | Jean-Éric Vergne    | Paul di Resta   |
| 94  | Peugeot TotalEnergies     | Peugeot 9X8           | M          | Stoffel Vandoorne     | Malthe Jakobsen     | Loïc Duval      |
| 99  | Proton Competition        | Porsche 963           | M          | Nicolás Varrone       | Nico Pino           | Neel Jani       |

### Classe LMGT3
| No. | Squadra                | Auto                         | Pneumatici | Pilota 1            | Pilota 2              | Pilota 3          |
| --- | ---------------------- | ---------------------------- | ---------- | ------------------- | --------------------- | ----------------- |
| 10  | Racing Spirit of Léman | Aston Martin Vantage GT3 Evo | G          | Eduardo Barrichello | Valentin Hasse-Clot   | Derek DeBoer      |
| 21  | Vista AF Corse         | Ferrari 296 GT3              | G          | Alessio Rovera      | Simon Mann            | François Heriau   |
| 27  | Heart of Racing Team   | Aston Martin Vantage GT3 Evo | G          | Mattia Drudi        | Zacharie Robichon     | Ian James         |
| 31  | Team WRT               | BMW M4 GT3                   | G          | Augusto Farfus      | Timur Boguslavskij    | Yasser Shahin     |
| 33  | TF Sport               | Chevrolet Corvette Z06 GT3.R | G          | Daniel Juncadella   | Jonny Edgar           | Ben Keating       |
| 46  | Team WRT               | BMW M4 GT3                   | G          | Valentino Rossi     | Kelvin van der Linde  | Ahmad Al Harthy   |
| 54  | Vista AF Corse         | Ferrari 296 GT3              | G          | Davide Rigon        | Francesco Castellacci | Thomas Flohr      |
| 59  | United Autosports      | McLaren 720S GT3 Evo         | G          | Grégoire Saucy      | Sébastien Baud        | James Cottingham  |
| 60  | Iron Lynx              | Mercedes-AMG GT3 Evo         | G          | Matteo Cairoli      | Matteo Cressoni       | Claudio Schiavoni |
| 61  | Iron Lynx              | Mercedes-AMG GT3 Evo         | G          | Maxime Martin       | Lin Hodenius          | Christian Ried    |
| 77  | Proton Competition     | Ford Mustang GT3             | G          | Ben Barker          | Ben Tuck              | Bernardo Sousa    |
| 78  | Akkodis ASP Team       | Lexus RC F GT3               | G          | Esteban Masson      | Finn Gehrsitz         | Arnold Robin      |
| 81  | TF Sport               | Chevrolet Corvette Z06 GT3.R | G          | Charlie Eastwood    | Rui Andrade           | Tom van Rompuy    |
| 85  | Iron Dames             | Porsche 911 GT3 R (992)      | G          | Rahel Frey          | Michelle Gatting      | Célia Martin      |
| 87  | Akkodis ASP Team       | Lexus RC F GT3               | G          | José María López    | Clemens Schmid        | Răzvan Umbrărescu |
| 88  | Proton Competition     | Ford Mustang GT3             | G          | Dennis Olsen        | Giammarco Levorato    | Stefano Gattuso   |
| 92  | Manthey EMA            | Porsche 911 GT3 R (992)      | G          | Richard Lietz       | Riccardo Pera         | Ryan Hardwick     |
| 95  | United Autosports      | McLaren 720S GT3 Evo         | G          | Marino Satō         | Sean Gelael           | Darren Leung      |

## Qualifiche
In Grassetto sono segnati i team che hanno raggiunto la Pole position di classe.
| Pos. | Classe   | #   | Team                      | Qualifica | Hyperpole | Griglia |
| ---- | -------- | --- | ------------------------- | --------- | --------- | ------- |
| 1    | Hypercar | 51  | Ferrari AF Corse          | 1'29.623  | 1'28.920  | 1       |
| 2    | Hypercar | 83  | AF Corse                  | 1'29.993  | 1'29.678  | 2       |
| 3    | Hypercar | 15  | BMW M Team WRT            | 1'30.375  | 1'29.885  | 3       |
| 4    | Hypercar | 8   | Toyota Gazoo Racing       | 1'30.534  | 1'30.042  | 4       |
| 5    | Hypercar | 7   | Toyota Gazoo Racing       | 1'30.477  | 1'30.043  | 5       |
| 6    | Hypercar | 36  | Alpine Endurance Team     | 1'30.663  | 1'30.190  | 6       |
| 7    | Hypercar | 95  | Peugeot TotalEnergies     | 1'30.833  | 1'30.301  | 7       |
| 8    | Hypercar | 35  | Alpine Endurance Team     | 1'30.794  | 1'30.305  | 8       |
| 9    | Hypercar | 12  | Cadillac Hertz Team Jota  | 1'30.497  | 1'30.448  | 9       |
| 10   | Hypercar | 6   | Porsche Penske Motorsport | 1'30.704  | 1'30.815  | 10      |
| 11   | Hypercar | 94  | Peugeot TotalEnergies     | 1'30.848  |           | 11      |
| 12   | Hypercar | 5   | Porsche Penske Motorsport | 1'30.862  |           | 12      |
| 13   | Hypercar | 20  | BMW M Team WRT            | 1'30.970  |           | 13      |
| 14   | Hypercar | 99  | Proton Competition        | 1'31.382  |           | 14      |
| 15   | Hypercar | 38  | Cadillac Hertz Team Jota  | 1'31.925  |           | 15      |
| 16   | Hypercar | 007 | Aston Martin THOR Team    | 1'31.963  |           | 16      |
| 17   | Hypercar | 009 | Aston Martin THOR Team    | 1'32.853  |           | 17      |
| 34   | Hypercar | 50  | Ferrari AF Corse          | No tempo  |           | 18      |

## Gara
| Pos   | Classe   | #   | Team                      | Piloti                                                | Auto                             | Gomme | Giri |
| ----- | -------- | --- | ------------------------- | ----------------------------------------------------- | -------------------------------- | ----- | ---- |
| 1     | Hypercar | 51  | Ferrari AF Corse          | James Calado Antonio Giovinazzi Alessandro Pier Guidi | Ferrari 499P                     | M     | 212  |
| 2     | Hypercar | 20  | BMW M Team WRT            | Robin Frijns René Rast Sheldon van der Linde          | BMW M Hybrid V8                  | M     | 212  |
| 3     | Hypercar | 36  | Alpine Endurance Team     | Jules Gounon Frédéric Makowiecki Mick Schumacher      | Alpine A424                      | M     | 212  |
| 4     | Hypercar | 83  | AF Corse                  | Philip Hanson Robert Kubica Ye Yifei                  | Ferrari 499P                     | M     | 212  |
| 5     | Hypercar | 8   | Toyota Gazoo Racing       | Sébastien Buemi Brendon Hartley Ryō Hirakawa          | Toyota GR010 Hybrid              | M     | 212  |
| 6     | Hypercar | 15  | BMW M Team WRT            | Kevin Magnussen Raffaele Marciello Dries Vanthoor     | BMW M Hybrid V8                  | M     | 212  |
| 7     | Hypercar | 7   | Toyota Gazoo Racing       | Mike Conway Kamui Kobayashi Nyck de Vries             | Toyota GR010 Hybrid              | M     | 212  |
| 8     | Hypercar | 6   | Porsche Penske Motorsport | Matt Campbell Kévin Estre Laurens Vanthoor            | Porsche 963                      | M     | 212  |
| 9     | Hypercar | 93  | Peugeot TotalEnergies     | Mikkel Jensen Paul di Resta Jean-Éric Vergne          | Peugeot 9X8                      | M     | 212  |
| 10    | Hypercar | 12  | Cadillac Hertz Team Jota  | Alex Lynn Norman Nato Will Stevens                    | Cadillac V-Series.R              | M     | 212  |
| 11    | Hypercar | 5   | Porsche Penske Motorsport | Julien Andlauer Michael Christensen Mathieu Jaminet   | Porsche 963                      | M     | 212  |
| 12    | Hypercar | 94  | Peugeot TotalEnergies     | Loïc Duval Malthe Jakobsen Stoffel Vandoorne          | Peugeot 9X8                      | M     | 212  |
| 13    | Hypercar | 35  | Alpine Endurance Team     | Paul-Loup Chatin Ferdinand Habsburg Charles Milesi    | Alpine A424                      | M     | 212  |
| 14    | Hypercar | 99  | Proton Competition        | Neel Jani Nico Pino Nicolás Varrone                   | Porsche 963                      | M     | 212  |
| 15    | Hypercar | 50  | Ferrari AF Corse          | Antonio Fuoco Miguel Molina Nicklas Nielsen           | Ferrari 499P                     | M     | 211  |
| 16    | Hypercar | 38  | Cadillac Hertz Team Jota  | Earl Bamber Sébastien Bourdais Jenson Button          | Cadillac V-Series.R              | M     | 210  |
| 17    | Hypercar | 009 | Aston Martin THOR Team    | Alex Riberas Marco Sørensen                           | Aston Martin Valkyrie            | M     | 208  |
| 18    | Hypercar | 007 | Aston Martin THOR Team    | Tom Gamble Harry Tincknell                            | Aston Martin Valkyrie            | M     | 208  |
| 19    | LMGT3    | 92  | Manthey 1st Phorm         | Ryan Hardwick Richard Lietz Riccardo Pera             | Porsche 911 GT3 R (992)          | G     | 193  |
| 20    | LMGT3    | 46  | Team WRT                  | Ahmad Al Harthy Valentino Rossi Kelvin van der Linde  | BMW M4 GT3                       | G     | 193  |
| 21    | LMGT3    | 78  | Akkodis ASP Team          | Finn Gehrsitz Esteban Masson Arnold Robin             | Lexus RC F GT3                   | G     | 193  |
| 22    | LMGT3    | 87  | Akkodis ASP Team          | José María López Clemens Schmid Răzvan Umbrărescu     | Lexus RC F GT3                   | G     | 193  |
| 23    | LMGT3    | 54  | Vista AF Corse            | Francesco Castellacci Thomas Flohr Davide Rigon       | Ferrari 296 GT3                  | G     | 192  |
| 24    | LMGT3    | 81  | TF Sport                  | Rui Andrade Charlie Eastwood Tom van Rompuy           | Chevrolet Corvette Z06 GT3.R     | G     | 192  |
| 25    | LMGT3    | 33  | TF Sport                  | Jonny Edgar Daniel Juncadella Ben Keating             | Chevrolet Corvette Z06 GT3.R     | G     | 192  |
| 26    | LMGT3    | 85  | Iron Dames                | Rahel Frey Michelle Gatting Célia Martin              | Porsche 911 GT3 R (992)          | G     | 192  |
| 27    | LMGT3    | 95  | United Autosports         | Sean Gelael Darren Leung Marino Sato                  | McLaren 720S GT3 Evo             | G     | 192  |
| 28    | LMGT3    | 77  | Proton Competition        | Ben Barker Bernardo Sousa Ben Tuck                    | Ford Mustang GT3                 | G     | 192  |
| 29    | LMGT3    | 10  | Racing Spirit of Léman    | Eduardo Barrichello Derek DeBoer Valentin Hasse-Clot  | Aston Martin Vantage AMR GT3 Evo | G     | 192  |
| 30    | LMGT3    | 31  | The Bend Team WRT         | Timur Boguslavskiy Augusto Farfus Yasser Shahin       | BMW M4 GT3                       | G     | 191  |
| 31    | LMGT3    | 61  | Iron Lynx                 | Lin Hodenius Maxime Martin Christian Ried             | Mercedes-AMG GT3 Evo             | G     | 191  |
| 32    | LMGT3    | 59  | United Autosports         | Sébastien Baud James Cottingham Grégoire Saucy        | McLaren 720S GT3 Evo             | G     | 191  |
| 33    | LMGT3    | 60  | Iron Lynx                 | Matteo Cairoli Matteo Cressoni Claudio Schiavoni      | Mercedes-AMG GT3 Evo             | G     | 191  |
| 34    | LMGT3    | 88  | Proton Competition        | Stefano Gattuso Giammarco Levorato Dennis Olsen       | Ford Mustang GT3                 | G     | 191  |
| Rit   | LMGT3    | 21  | Vista AF Corse            | François Heriau Simon Mann Alessio Rovera             | Ferrari 296 GT3                  | G     | 119  |
| Rit   | LMGT3    | 27  | Heart of Racing Team      | Mattia Drudi Ian James Zacharie Robichon              | Aston Martin Vantage AMR GT3 Evo | G     | 49   |
| Note: |          |     |                           |                                                       |                                  |       |      |